# Malinowo Stare
Malinowo Stare – wieś sołecka w Polsce położona w województwie mazowieckim, w powiecie ostrołęckim, w gminie Czerwin.
Wierni Kościoła rzymskokatolickiego należą do parafii św. Anny w Jelonkach.

## Historia
W latach 1921–1939 wieś leżała w województwie białostockim, w powiecie ostrołęckim, w gminie Czerwin.
Według Powszechnego Spisu Ludności z 1921 roku wieś zamieszkiwało 173 osoby, 165 było wyznania rzymskokatolickiego a 8 mojżeszowego. Jednocześnie wszyscy mieszkańcy zadeklarowali polską przynależność narodową. Było tu 35 budynków mieszkalnych. Miejscowość należała do parafii rzymskokatolickiej w m. Jelonki. Podlegała pod Sąd Grodzki w Ostrołęce i Okręgowy w Łomży; właściwy urząd pocztowy mieścił się w m. Czerwin.
W wyniku agresji niemieckiej we wrześniu 1939 wieś znalazła się pod okupacją niemiecką. Od 1939 do wyzwolenia w 1945 włączona w skład Generalnego Gubernatorstwa.
W latach 1954–1956 wieś należała i była siedzibą władz gromady Malinowo Stare, po zmianie siedziby i nazwy gromady w gromadzie Laski Szlacheckie. W latach 1975–1998 miejscowość administracyjnie należała do województwa ostrołęckiego.